# Budynek Urzędu Miasta Bydgoszczy
Budynek Urzędu Miasta Bydgoszczy – zabytkowy gmach, dawne kolegium jezuickie, od 1879 roku siedziba władz miejskich Bydgoszczy. Znajduje się na Starym Mieście, przy ulicy Jezuickiej 1.

## Historia

### Stary Ratusz w Bydgoszczy
Pierwszą siedzibą władz miejskich Bydgoszczy był budynek stojący na środku Starego Rynku, początkowo drewniany, a od początku XVI wieku – okazały, murowany, gotycko-renesansowy, z 40-metrową wieżą ratuszową. Budynek ten spalony i zrujnowany w XVIII wieku, w 1834 roku został rozebrany przez władze pruskie.

### Obecny budynek w Bydgoszczy
Obiekt powstał w latach 1644–1653 roku w stylu barokowym z fundacji biskupa Kaspra Działyńskiego i kanclerza wielkiego koronnego, starosty bydgoskiego Jerzego Ossolińskiego. Początkowo mieściło w nim się Kolegium jezuitów.
W XVII wieku, w budynku znajdowały się mieszkania dla jezuitów, szkoła z czterema lub pięcioma klasami, aula przystosowana do spektakli teatru szkolnego w czasie uroczystości szkolnych i kościelnych oraz bursa muzyczna dla członków orkiestry szkolnej.
Główne prace budowlane wykonano w latach 1644–1653 pod kierunkiem budowniczego-jezuity Wojciecha Przybyłkowicza. Rozbudowa kolegium (prawdopodobnie wówczas dobudowano aulę) nastąpiła w 1696 roku za pieniądze Jana Stefana Komorowskiego, chorążego malborskiego, brata Wojciecha, rektora bydgoskiego kolegium w latach 1688–1689. Kolejne prace budowlane wykonano w kolegium w latach 1697–1702 i 1705–1709 pod kierunkiem Wojciecha Głaznowicza. Ostatnie większe przebudowy przeprowadzono w latach 1726–1740. Obiekt wraz z kościołem jezuickim stanowił jeden z okazalszych kompleksów budynków w staropolskiej Bydgoszczy. Był ozdobą miasta, ale też przyciągał różnych dostojnych, jak i nieproszonych „gości”. W 1657 roku przebywali w nim między innymi król Jan II Kazimierz Waza z małżonką Marią Ludwiką oraz elektor Brandenburgii i książę Prus Fryderyk Wilhelm I (z żoną Luizą), a także oficerowie i generałowie armii szwedzkiej i rosyjskiej podczas zbrojnych konfliktów w XVII i XVIII wieku.
Po kasacie zakonu jezuitów w 1770 roku budynek przeznaczono na gimnazjum niemieckie. W czasach Księstwa Warszawskiego była tu Szkoła Główna Departamentowa (1808–1812), a później (1812–1815) szkoła wydziałowa. W tym czasie szkołę wizytowali m.in. Julian Ursyn Niemcewicz oraz Tadeusz Czacki, a uczył się w niej m.in. Stefan Garczyński – wychowujący się u krewnych Skórzewskich w Lubostroniu poeta i późniejszy przyjaciel Adama Mickiewicza.
Po upadku Księstwa i ponownym włączeniu Bydgoszczy do Królestwa Prus, w budynku umieszczono niemieckie, klasyczne gimnazjum królewskie (1817–1878). W 1879 roku budynek został zakupiony przez miasto i stał się siedzibą magistratu.
Projekt przebudowy budynku dla potrzeb magistratu bydgoskiego wykonał w 1878 roku miejski radca budowlany Wilhelm Lincke. Wykonawcami prac byli: Albert Rose w zakresie robót murarskich i Heinrich Mautz ciesielskich. Przebudowa poza zmianą stylizacji fasady zmieniła wewnętrzny układ pomieszczeń, dostosowując go do potrzeb urzędu. Koszt prac budowlanych wyniósł 122 tysiące marek. Uroczyste oddanie gmachu magistratu do użytku nastąpiło 19 grudnia 1879 roku.

## Architektura
Na skutek przebudów dokonanych w latach 1697–1702 oraz w XIX wieku budynek zatracił swój pierwotny barokowy charakter. Obecnie jest to ceglany, otynkowany, podpiwniczony, dwupiętrowy gmach zbudowany na rzucie wydłużonego prostokąta z dwoma ryzalitami i częścią skrzydła bocznego przy elewacji wschodniej. Elewacja reprezentuje styl klasycystyczny, z eklektyczną dekoracją sztukatorską. W części pomieszczeń znajdują się sklepienia kolebkowe i kolebkowo-krzyżowe.
Budynek jest jedynym zachowanym fragmentem dawnego kompleksu obiektów jezuickich, który oprócz dawnego kolegium stanowiły: klasztor i kościół. Oba obiekty zostały zburzone w 1940 roku, przez co została od strony Starego Rynku odsłonięta tylna fasada ratusza.
W latach 1994–1996 dokonany został generalny remont obiektu wraz z modernizacją i rozbudową części wschodniej. 19 kwietnia 2017 roku na elewacji budynku odsłonięto zegar.
Budynek jest od 1992 roku wpisany do rejestru zabytków pod numerem A/309/1.
W ściany budynku wmurowane są tablice pamiątkowe:
- od strony północnej – 600-lecia Bydgoszczy (1946 rok),
- od strony wschodniej – rocznicy wyzwolenia miasta spod okupacji niemieckiej (1950 roku).

## Galeria

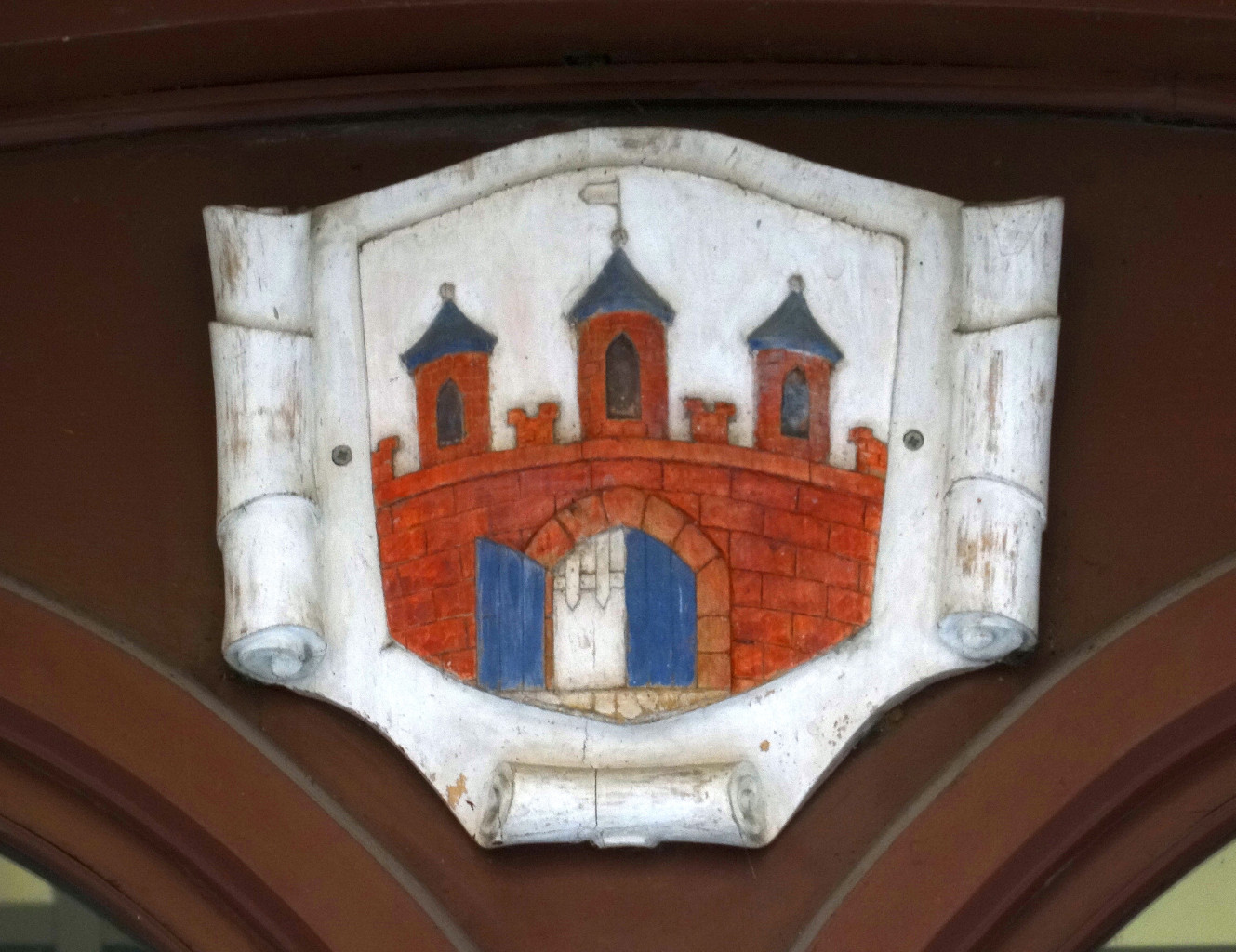
Herb Bydgoszczy na fasadzie budynku
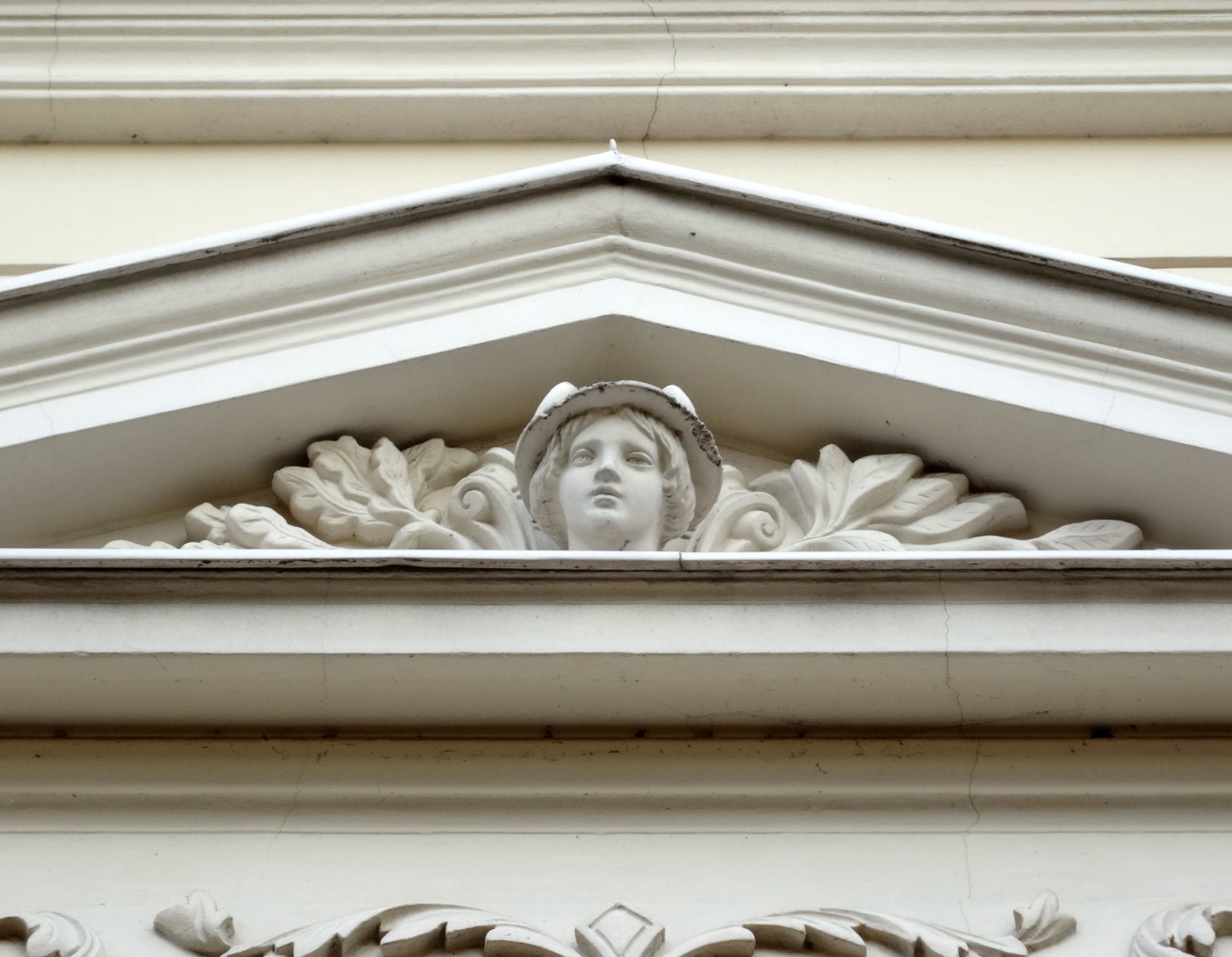
Wystrój fasady
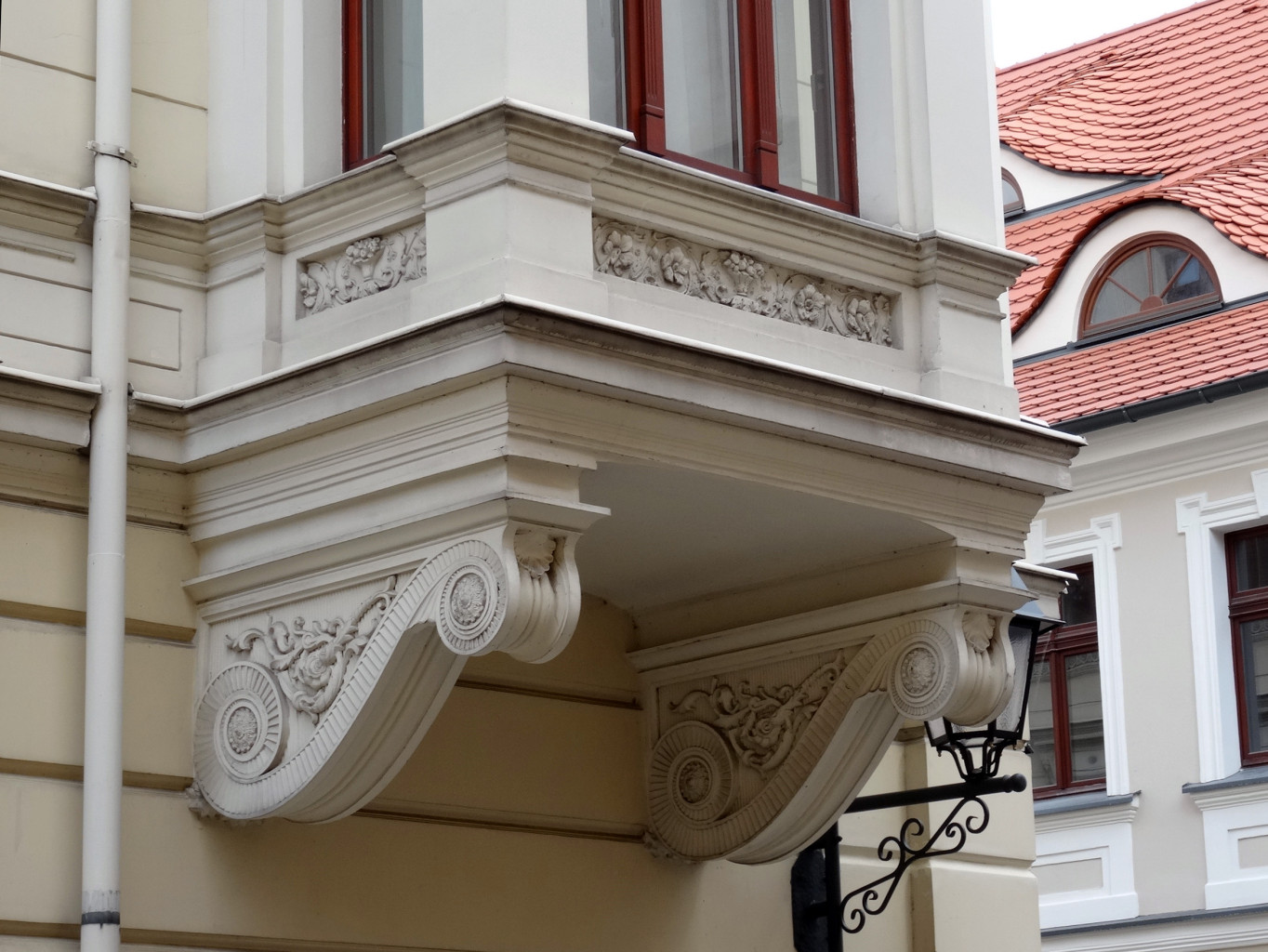
Wsporniki balkonu
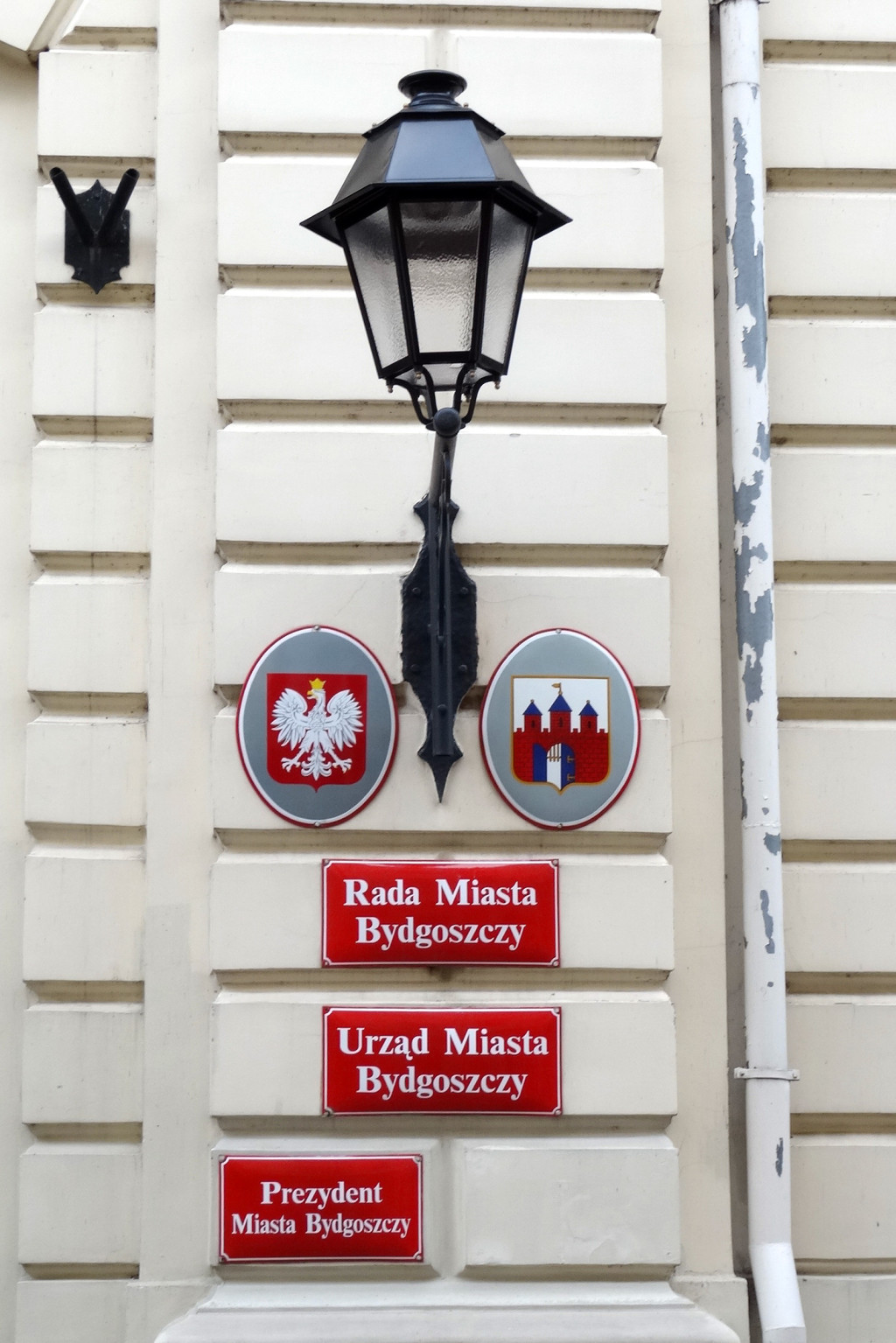
Tablice
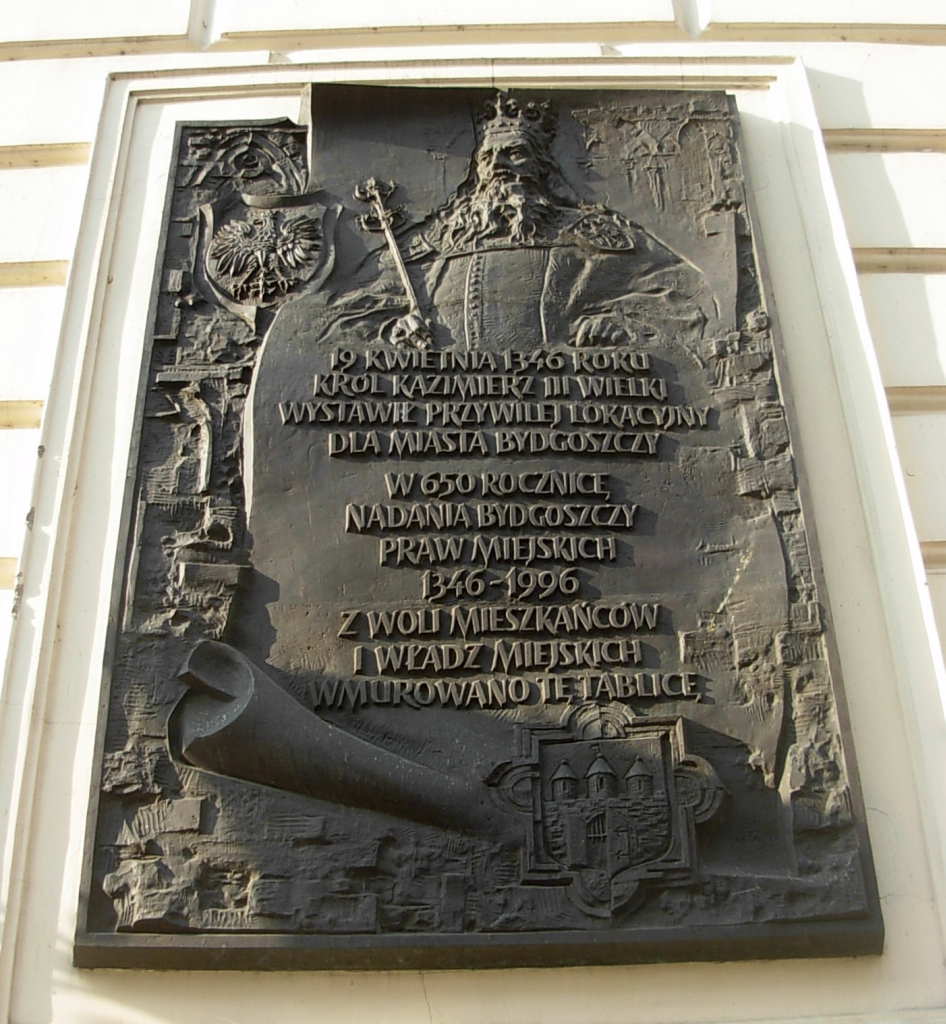
Tablica pamiątkowa Kazimierza III Wielkiego